# Okręg Blaye
Okręg Blaye (fr. Arrondissement de Blaye) – okręg w południowo-zachodniej Francji. Populacja wynosi 78 800.

## Podział administracyjny
W skład okręgu wchodzą następujące kantony:
- Blaye,
- Bourg,
- Saint-André-de-Cubzac,
- Saint-Ciers-sur-Gironde,
- Saint-Savin.